# いいモノ実感! ホンネの通販パラダイス
『いいモノ実感! ホンネの通販パラダイス』（いいモノじっかん! ホンネのつうはんパラダイス）は、テレビとインターネットで通じて通信販売を行っている番組。企画・制作はトライステージ

## 出演者
MC
- ゴルゴ松本（TIM）
- 山川恵理佳

ゲスト
- 辺見マリ
- 大場久美子

## 主な商品
- H20ウルトラスチームマスターX5（テレビショッピング研究所）
- スーパーミリオンヘアー（ルアン）
- スーパーミリオンヘアーEX（ルアン）
- キミエホワイト（富山常備薬グループ）
- HB-101（フローラ）